# Rudi Carrell Show

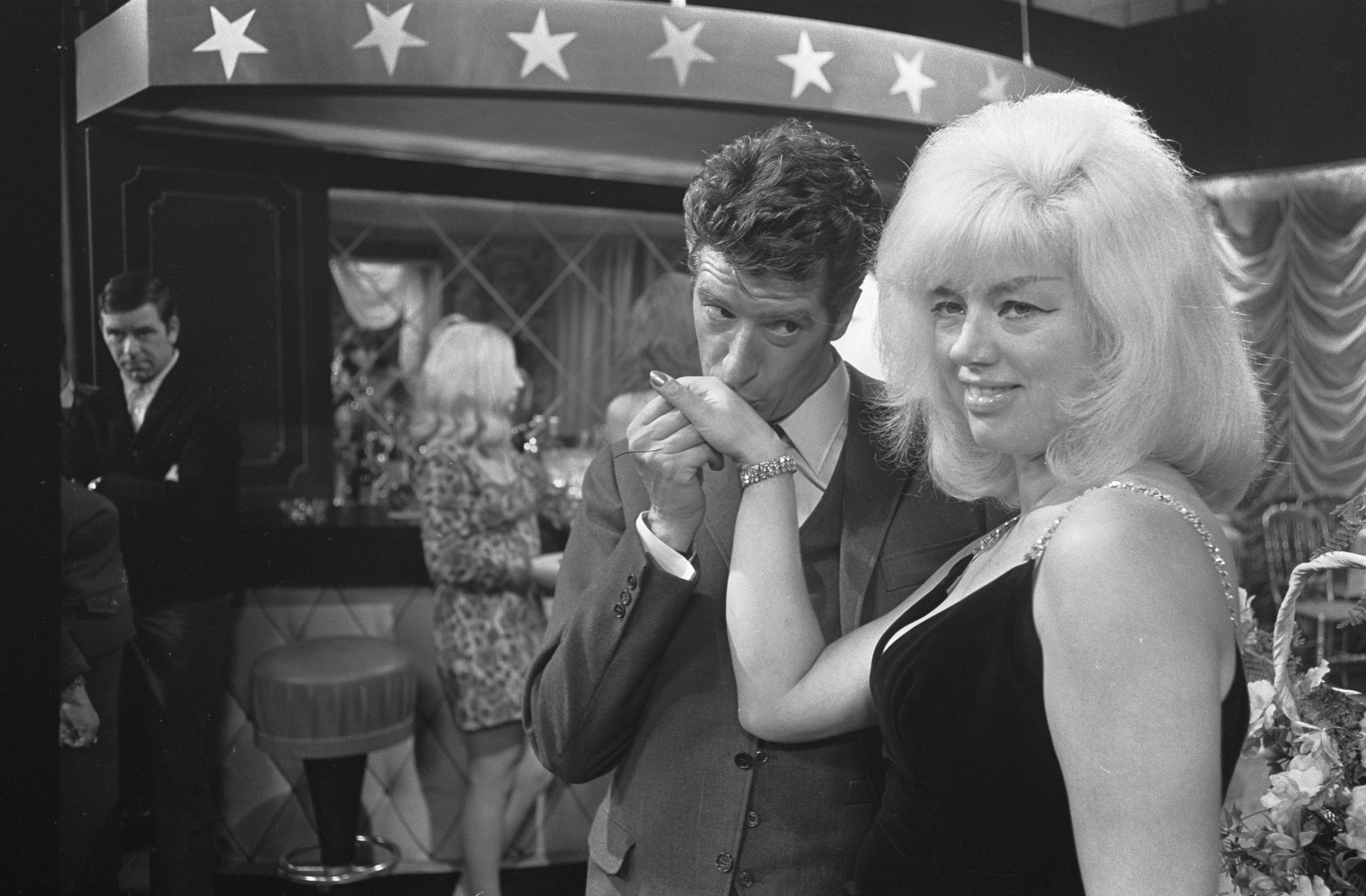
In 1968 was Diana Dors te gast.

De Rudi Carrell Show was een Nederlands praat- en showprogramma, gepresenteerd door Rudi Carrell en uitgezonden door de VARA van 1961 tot 1968.
Carrell presenteerde voorheen op de AVRO-radio zijn eigen shows. "De Rudi Carrell Show" was hiervan een spin-off op televisie. Deze maandelijkse show stond vol sketches, liedjes en gasten. Elke uitzending had zijn eigen thema. Beroemd is de aflevering van 5 mei 1964 over een onbewoond eiland, opgenomen in een waterbassin in het Circustheater in Scheveningen. Carrell krijgt als Robinson Crusoe met zijn aap Vrijdag bezoek van een zeemeermin, gespeeld door Esther Ofarim. De muzikale begeleiding was o.l.v. Frans de Kok. Rudi Carrell ontving voor deze show in 1964 de Zilveren Roos op het internationale Televisiefestival van Montreux.
Bas en Aad van Toor van The Crocksons, die later bekend zouden worden als Bassie en Adriaan, traden verschillende keren op in het programma. Ze brachten daar grappen en stunts die ze in samenwerking met Rudi zelf verzonnen.